# Mammillaria sanchez-mejoradae
Mammillaria sanchez-mejoradae är en kaktusväxtart som beskrevs av Rodr. González. Mammillaria sanchez-mejoradae ingår i släktet Mammillaria och familjen kaktusväxter. Inga underarter finns listade i Catalogue of Life.

## Bildgalleri

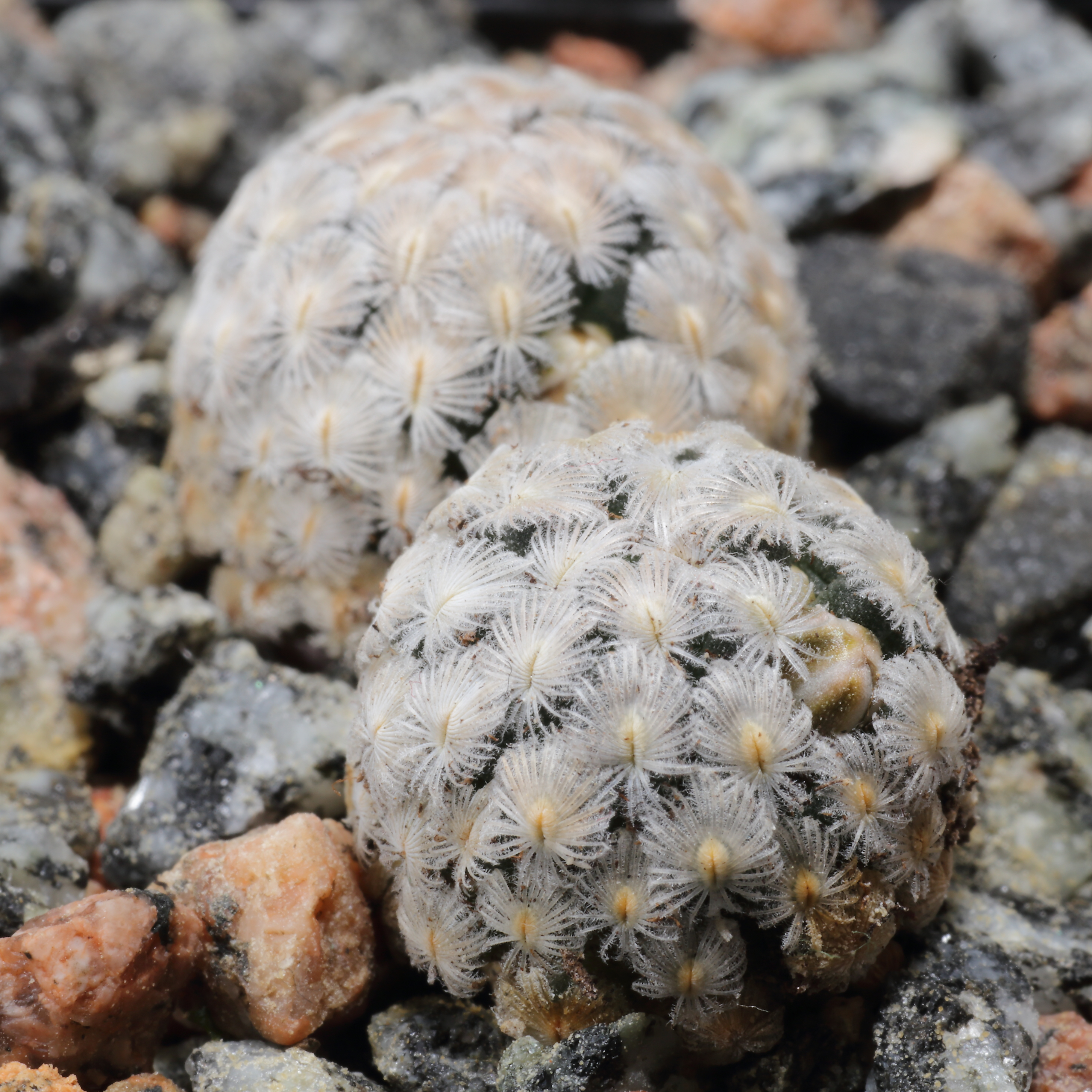